# No Nut November
No Nut November internetski je izazov koji se vrti oko apstinencije, u kojem se sudionici suzdržavaju od samozadovoljavanja ili doživljavanja orgazma tijekom studenog. Iako je No Nut November prvotno trebao biti satirički izazov, neki sudionici tvrde da apstinencija od ejakulacije i gledanja pornografije ima pozitivni učinak na zdravlje. Natuknica na Urban Dictionaryju za No Nut November objavljena je 2011. godine. Pokret je 2017. godine počeo stjecati popularnost na društvenim mrežama. Pokret je povezan sa zajednicom NoFap na Redditu koja potiče svoje članove da se ne samozadovoljavaju. Broj članova subreddita r/NoNutNovember narastao je s 16.500 u studenom 2018. na 52.000 u studenom 2019., a u studenom 2024. imao je preko 157.000 članova.

## Vanjske poveznice
- r/NoNutNovember, Reddit